# Nova Santa Rita (Piauí)
Nova Santa Rita is een gemeente in de Braziliaanse deelstaat Piauí. De gemeente telt 4.199 inwoners (schatting 2009). De plaats ligt aan de rivier de Fidalgo.

## Verkeer en vervoer
De plaats ligt aan de radiale snelweg BR-020 tussen Brasilia en Fortaleza.